# Sava Kovačević
Sava Kovačević (Nudol, Grahovo, Nikšić, 25. siječnja 1905. – kod Sutjeske, 13. lipnja 1943.) bio je crnogorski politički radnik, član KPJ od 1925. Poginuo kao zapovjednik Treće divizije NOVJ-a na Sutjesci. Narodni heroj Jugoslavije.

## Životopis
Rodio se je 25. siječnja 1905. godine u selu Nudolu, blizu Grahova, kraj Nikšića. Osnovnu školu završio je u susjednom selu Zaslapu. Kada je odrastao, zaposlio se u „Ombli“, poduzeću za eksploataciju šume u Bijeloj Gori. Kasnije je otišao od kuće i isprva radio u rudniku Trepči, a onda u Beogradu i zaposlio se u tiskarnici novina „Vreme“ i radio na izgradnji novog Savskog mosta. Bio je protjeran iz Beograda, pa se vratio u rodni kraj i ponovno zaposlio kao šumarski radnik.
Članom Komunističke partije Jugoslavije postao je 1925. godine. Do izbijanja Drugog svjetskog rata bio je pročelnikom ćelije, član (1928.) i tajnik (1934.) Mjesnog odbora ("komiteta") KPJ za Grahovo, član Okružnog odbora KPJ za Nikšić (1934.) i član Pokrajinskog odbora KPJ za Crnu Goru (izabran 1937. na Šestoj pokrajinskoj konferenciji).
Zbog komunističkih aktivnosti uhićivan je više puta (u Grahovu, Nikšiću, Cetinju, Kosovskoj Mitrovici i Beogradu), te mu je bilo suđeno pred Sudom za zaštitu države.

### Drugi svjetski rat
Poslije okupacije Kraljevine Jugoslavije, 1941. godine, Sava je kao član Okružnog odbora KPJ za Nikšić, sudjelovao u pripremi Trinaestosiječanjskog ustanka. Prva velika akcija protiv talijanskih okupatora na teritoriju Grahova bila je izvedena je pod njegovim rukovodstvom, 25. srpnja, kada je svladana talijanska posada, jačine od oko 80 vojnika i oslobođeno Grahovo.
U jesen 1941. godine Glavni štab NOP odreda za Crnu Goru i Boku ga je imenovao za zapovjednika Nikšićkog partizanskog odreda, koji je ubrzo narastao na deset bataljuna. Istovremeno s razvojem ustanka u Crnoj Gori, Sava je vojno-politički rad svojih postrojba usmjerio i u istočnu Hercegovinu i prema Dubrovniku. U siječnju 1942. godine, bio je formiran Operativni stožer ("štab") za Hercegovinu, na čijem se čelu nalazio Sava i koji je imao zadaću koordinirati borbe crnogorskih i hercegovačkih postrojba. U travnju je bio imenovan za člana Glavnog štaba NOP odreda Crne Gore i Boke, a u svibnju iste godine izabran je za člana Vrhovnog štaba NOP-a i DV-a Jugoslavije.
Kada je 12. lipnja 1942. godine formirana Peta proleterska crnogorska udarna brigada, Sava je postao njenim prvim zapovjednikom. Tijekom bitke na Neretvi, brigada je sudjelovala u borbi za Prozor, borbi s tenkovima u Ostrošcu, napadu na Konjic, obrani u dolini Neretve, koja je imala veliki značaj za spas ranjenika i opći uspjeh u bitci na Neretvi. Nakon što je prešla Neretvu, brigada je vodila teške borbe na lijevoj obali Neretve, radi zauzimanja i obrane Nevesinja, na Planoj, Javorku i Bioču. Sava je zapovijedao brigadom u oštrim borbama na pravcu Nikšić-Šavnik, na Komarnici i na Durmitoru, što je usporilo nadiranje višestruko jačih njemačko-talijanskih snaga.

#### Bitka na Sutjesci i pogibija
U najtežem periodu bitke na Sutjesci, lipnja 1943. godine, Sava je bio postavljen za zapovjednika Treće udarne divizije. Diviziji je tada dodijeljen zadatak da služi kao zaštitnica Glavne operativne grupe, zatim da štititi središnju bolnicu i proboj iz okruženja. U desetodnevnim borbama pod Savinim zapovjedništvom, divizija se je borila s dvadeset puta brojnijim neprijateljskim snagama pokušavajući naći pogodnu mogućnost za proboj. U teškim borbama 11. i 12. lipnja na Vučevu, pod Maglićem, kod Borovna, na desnoj obali rijeke Sutjeske, odbijeni su snažni udari neprijatelja, spašena bolnica dok je se na lijevoj lijevoj obali Sutjeske pokušalo formirati mostobran. 13. lipnja, glavne snage divizije su pošle u opći napad na lijevoj obali Sutjeske. Divizija je uspjela potisnuti neprijatelja, ali nije uspjela slomiti otpor na Košuru, padinama Ozrena, Lastve, Kazana. U najkritičnijem trenutku, Sava je odlučio da se novim jurišem izvrši proboj. S Pratećom četom i skupinom kurira izbio je u prvi streljački stroj, zapovijedio juriš te pucajući iz puškomitraljeza, pošao naprijed. Pao je pokošen neprijateljskim rafalima.

## Proglašenje narodnim herojem
Odlukom Vrhovnog štaba NOV-a i POJ-a, 6. srpnja 1943. godine, proglašen je za narodnog heroja, među prvim borcima NOV-a i POJ-a. Odlukom Prezidija Vrhovnog sovjeta SSSR-a odlikovan je Ordenom Kutuzova. U „Biltenu Vrhovnog štaba“ br 29-31 o proglašenju Save Kovačevića za narodnog heroja piše: